# High Definition Video

Logo HDV

High Definition Video (HDV) – format zapisu wideo wysokiej rozdzielczości (HDTV) w kasecie formatu DV.
W 2003 zastąpił format Digital Video.
W porównaniu z DV standardowej rozdzielczości (720 × 576 pikseli w poziomie PAL), ma prawie cztery razy większą rozdzielczość. HDV rejestruje obraz w proporcjach 16:9 o rozdzielczości 1280 × 720 (progressive, czyli 720p). HDV2 rejestruje obraz w proporcjach 1440 × 1080 (z przeplotem 1080i np. z prostokątnym proporcji pikseli 4:3).
Format HDV oraz jego logo są znakiem towarowym firmy Sony.